# Carnivores: Dinosaur Hunter
Carnivores: Dinosaur Hunter es un videojuego de disparos en primera persona y la quinta entrega de la serie Carnivores. El juego fue desarrollado inicialmente por Tatem Games y lanzado para iOS en 2010 como un port mejorado del juego Carnivores original de 1998. Más tarde ese año, la versión de Tatem Games fue porteada por Beatshapers a PlayStation 3 (PS3) y PlayStation Portable (PSP) como PlayStation Minis. Tatem Games luego llevó su puerto de iOS a Android en 2012.

## Jugabilidad
Carnivores: Dinosaur Hunter es un port actualizado del primer Carnivores (1998), y sigue un formato similar establecido por las primeras tres entregas de la serie Carnivores. El jugador podrá elegir entre una variedad de ubicaciones para cazar, múltiples dinosaurios y una variedad de armas; se puede cambiar la hora del día y se pueden tomar varios accesorios para ayudar al jugador. El juego ofrece una lista mixta de dinosaurios junto con otras criaturas que se utilizan para poblar los mapas. Aunque estos animales adicionales pueden ser asesinados (con la excepción del Brachiosaurus), no otorgan puntos al jugador.
Los jugadores comienzan cazando dinosaurios herbívoros que huirán al ver al jugador. Los dinosaurios carnívoros como Allosaurus y Velociraptor atacarán al jugador al verlo, pero pueden ser dominados fácilmente. El Tyrannosaurus rex, por otro lado, requiere un disparo directo a los ojos antes de poder matarlo. Una característica exclusiva del port de móvil es el modo de supervivencia, que se puede usar para perfeccionar la precisión del disparo a medida que múltiples oleadas de dinosaurios invaden al jugador, mientras que el modo de caza permite al jugador seleccionar dinosaurios específicos para cazar. Hay un total de 15 especies disponibles, cada una con diferentes niveles de vista, olfato y oído para alertarlos de la presencia del cazador. La elección de armas consta de 2 pistolas, 2 escopetas, 2 rifles y una ballesta. (Pistola, Revólver, Escopeta, Escopeta DB, Ballesta, Rifle, Rifle de Francotirador) y la opción de usar munición no letal. El uso de un radar y un llamador de dinosaurios ayuda mucho en la captura de animales. En la versión del juego para PlayStation Portable/PlayStation 3, el jugador solo puede elegir un dinosaurio a la vez en cada entorno, mientras que otros dinosaurios aparecen con fines escénicos.
Una nueva incorporación al port de iOS que no estaba presente en el Carnivores original es el uso de una tabla de clasificación y soporte para redes sociales.

## Desarrollo y lanzamiento
Carnivores: Dinosaur Hunter fue desarrollado inicialmente por Tatem Games para iOS, como un port del juego original Carnivores. El juego fue lanzado para iOS el 12 de junio y el 8 de julio de 2010. Poco después, Beatshapers creó una versión del port de Tatem Game para PlayStation Portable, también compatible con PlayStation 3.
El fundador y director ejecutivo de Beatshapers, Alexey Menshikov, diseñador de audio y programador de sonido del Carnivores original, afirmó que portear el juego de iOS a PlayStation Portable fue «bastante fácil» en general, a pesar de algunos problemas: «El problema más difícil fue cómo encajar todos los datos, incluyendo los enormes terrenos, el follaje y los dinosaurios con animaciones en el tamaño de la memoria de la PSP». Este problema retrasó el desarrollo durante un mes y medio mientras el equipo superaba el obstáculo. Debido a las limitaciones de memoria de la PSP, el jugador solo podrá seleccionar un dinosaurio para cazar en cada entorno. Beatshapers aumentó la velocidad a la que el jugador puede nadar en el agua, como afirmó Menshikov, «nos pareció demasiado aburrido cuando un jugador nada lentamente durante su exploración». El desarrollo de la versión de Beatshapers duró cuatro meses y medio.
En Europa, la versión de Beatshapers se lanzó el 11 de agosto de 2010 a través de PlayStation Store, marcando la primera vez que se lanzó un juego de Carnivores para una consola Sony PlayStation. Los planes anteriores para lanzar un juego de Carnivores para PlayStation 2 en 2000 fueron archivados debido a la dificultad de obtener la aprobación de Sony. En América del Norte, la versión de PlayStation Minis se lanzó a través de PlayStation Store el 17 de agosto de 2010.En el momento del lanzamiento de PlayStation Minis, Tatem Games estaba trabajando en una versión de alta resolución del juego para iPad, mientras que Menshikov afirmó que Beatshapers estaba considerando lanzar el juego para Nintendo 3DS y Android. La posibilidad de un lanzamiento para WiiWare también había sido discutida entre Beatshapers y Nintendo, pero no se esperaba que ocurriera en un futuro cercano.
Tatem Games porteó su versión de iOS a Android y la lanzó en Estados Unidos y Europa en junio de 2012. El lanzamiento para Android incluía una versión básica que se podía descargar gratis, así como paquetes que se podían comprar para agregar nuevos dinosaurios, ubicaciones y armas.

## Dinosaurios
- Parasaurolofus
- Anquilosaurio
- Estegosaurio

## Recepción
La versión para iOS recibió «críticas generalmente favorables», mientras que las versiones para PlayStation y PSP recibieron «críticas generalmente desfavorables», según el sitio web agregador de reseñas Metacritic. A los dos años de su lanzamiento, la versión para iOS había sido descargada seis millones de veces. A los ocho días de su lanzamiento, la versión para Android tenía 80.000 descargas a través de Google Play.
Riordan Frost de Slide to Play revisó la versión para iOS y criticó la dificultad y los entornos «en bloques». Andrew Nesvadba de AppSpy señaló que la versión para iOS podría tener un atractivo limitado para la audiencia debido a su realismo, aunque elogió los controles y afirmó que, para los fanáticos de la caza, el juego era un «título increíblemente detallado que es realmente imprescindible, pero los jugadores ocasionales deberían tener más cuidado al considerar este título». The A.V. Club, al reseñar la versión para iPhone, señaló que el juego «te permite llevar a cabo de manera segura» la fantasía de cazar dinosaurios en la era moderna.
Folahan Olowoyeye de Macworld criticó la versión de iPhone por su historia «ridícula» y su modo de caza «tedioso», y afirmó que los gráficos y las representaciones «no aprovechan las capacidades» del iPhone. Olowoyeye también creía que el juego debería haber incluido más características nuevas que no estaban en el juego original de 1998, pero afirmó que el juego tenía «algunos momentos de diversión anacrónica».
Damien McFerran de Pocket Gamer afirmó que la versión para iPhone «se juega como un sueño, con controles receptivos, gráficos fluidos y una experiencia de caza inmersiva». Sin embargo, señaló que los jugadores impacientes podrían sentirse decepcionados con el juego y se quejó del poco valor de rejugabilidad una vez completado el juego. McFerran calificó el juego como «metódico y sumamente satisfactorio» y uno de los juegos de acción más «intrigantes» disponibles para el iPhone, afirmando que «la única queja real es la falta de variedad».
Sammy Barker de Push Square revisó la versión de PlayStation Minis, criticándola por su jugabilidad tediosa, pero concluyendo que los fanáticos de los «juegos de disparos de ritmo más lento pueden disfrutar» del juego.

## Secuelas y remasterización
Carnivores: Dinosaur Hunter HD, una secuela de la serie Carnivores y una nueva versión moderna del Carnivores original (1998), se lanzó en 2013.
Carnivores: Dinosaur Hunter Reborn, una secuela de Carnivores: Dinosaur Hunter, se lanzó el 27 de mayo de 2015. El juego fue desarrollado y distribuido por Digital Dreams Entertainment, y se lanzó para PC a través de Steam. La compañía había intentado inicialmente lanzar el juego con una campaña de Kickstarter en 2014, pero no tuvo éxito. Los miembros clave del equipo de desarrollo del juego Carnivores original se reunieron para crear Carnivores: Dinosaur Hunter Reborn. Una versión remasterizada de Carnivores: Dinosaur Hunter Reborn fue lanzada el 1 de junio de 2021 como Carnivores: Dinosaur Hunt. Fue desarrollado y distribuido por Digital Dreams para Nintendo Switch, PlayStation 4 y Xbox One.